# Cheick Comara
Cheikh Ibrahim Comara (ur. 14 października 1993 w Bingerville) – iworyjski piłkarz grający na pozycji środkowego obrońcy. Od 2022 jest piłkarzem klubu Al-Arabi Unajza.

## Kariera klubowa
Swoją piłkarską karierę Comara rozpoczął w klubie CO Korhogo. W sezonie 2012 zadebiutował w jego barwach w pierwszej lidze iworyjskiej. W 2014 odszedł do AF Amadou Diallo. W 2017 roku został zawodnikiem marokańskiego Wydadu Casablanca. Wraz z Wydadem trzykrotnie został mistrzem Maroka w sezonach 2018/2019, 2020/2021 i 2021/2022 oraz dwukrotnie wicemistrzem w sezonach 2017/2018 i 2019/2020. W 2022 roku wygrał z nim Ligę Mistrzów. W 2022 przeszedł do saudyjskiego Al-Arabi Unajza.

## Kariera reprezentacyjna
W reprezentacji Wybrzeża Kości Słoniowej Comara zadebiutował 30 października 2015 w wygranym 1:0 meczu Mistrzostw Narodów Afryki 2016 z Ghaną, rozegranym w Abidżanie. W 2019 roku został powołany do kadry na Puchar Narodów Afryki 2019. Rozegrał na nim jeden mecz, ćwierćfinałowy z Algierią (1:1, k. 3:4).